# 제이 지와 나스의 경쟁
제이 지와 나스의 경쟁(Jay-Z vs. Nas feud)은 2001년부터 2005년까지 이어진 나스와 제이-지간에 이어진 비프이다.

## 개요
힙합 사상 가장 오래 이어진 비프의 하나로 알려져 있다. 현재는 서로 화해하여 상호간 앨범이나 공연에도 가끔 참여하고 있다.

## 사건의 경과

### 비프의 발발
시작은 제이-지였다. 1997년에 Notorious B.I.G(이하, 비기)가 사망하자, 비기와 밀접한 관계에 있던 제이-지는 신작 앨범 In my Lifetime, vol.1에 수록된 The City Is Mine이라는 곡에 스스로를 비기를 대신할 랩의 일인자라는 내용을 삽입했다. 제이-지는 앨범의 제목조차 Heir To The Throne, Vol.1이라고 붙이려고 생각했을 정도로 비기의 빈자리를 차지하려는 의욕이 강했다.
유일하게 제이-지와 맞먹는 중량급의 인사였던 나스는 이를 좌시하지 않았다. 1999년에 내놓은 앨범 I am에 수록된 We Will Survive에서 제이-지의 야망을 비난했다.

### 디스의 시작
나스와 제이-지의 대치 상황은 제이-지의 동료인 맴피스 블릭과 나스의 대리전 형상으로 확산되어갔다. 블릭은 첫 앨범인 Coming of Age에 수록된 Memphis Bleek Is에서 나스의 Nas Is Like를 표절했고, 나스는 이에 대항하여 Nastradamus를 동해 제이-지와 멤피스 블릭을 디스했다. 멤피스 블릭은 다시 The Understanding에 수록된 My Mind Right로 맞받아쳤다.

### 공식적인 디스전
2001년, 제이-지는 'Hot 97'에서 나스의 동료인 맙딥을 디스한다. 이에 분노한 나스는 라디오에서 라킴의 곡 중 하나인 Paid In Full로 제이-지와 락커펠라 레코드 전체를 디스한다. 훗날 이 디스는 'Stillmatic Freestyle'이라고 불리게 된다. 제이-지는 Takeover로 반격하며, 승리를 예상했으나, 나스가 Stillmatic을 내놓아 형세는 다시 뒤집힌다. 나스는 Stillmatic의 2번째 트랙 Ether에 2pac의 음성을 믹싱한 'Fuck Jay-z'라는 훅까지 넣으며 제이-지를 강하게 비난했다.

#### Ether의 주요 디스 내용
- 에미넴이 'Renegade'에서 제이-지보다 훌륭한 랩을 했다,
- 제이-지는 여성혐오주의자다.
- 비기의 랩을 한두개 배낀게 아니다.
- 실력도 안되는 놈이 비기보다 랩 잘한다고 설쳐댄다.
- 제이-지의 앨범 'Blueprint'는 KRS-One의 'Ghetto Music Blueprint Of Music'을 표절했다.
- 36살 먹은 놈이 가라데나 배운다.
- 제이-지에게 몰려드는 건 오직 돈때문이다(=제이-지는 못생겼다).

### 전쟁의 끝
2005년 10월. 그들은 공식적으로 디스전의 종료를 발표했다. 제이-지의 'I Decide War' 콘서트에서 나스가 Dead President의 후렴을 불러줬고, 자신의 곡도 불렀으며, '10.5'콘서트에서 같이 공연했다. 거기다가 2006년 나스가 데프잼 레코드에 들어가면서 전쟁이 확실히 끝났다는 것을 보여줬다.